# Loigné-sur-Mayenne
Loigné-sur-Mayenne ist eine Ortschaft und eine Commune déléguée in der französischen Gemeinde La Roche-Neuville mit 1.000 Einwohnern (Stand: 1. Januar 2022) im Département Mayenne in der Region Pays de la Loire. Die Einwohner der Gemeinde werden Loignéens genannt.
Die Gemeinde Loigné-sur-Mayenne wurde am 1. Januar 2019 mit Saint-Sulpice zur Commune nouvelle La Roche-Neuville zusammengeschlossen. Sie hat seither den Status einer Commune déléguée. Die Gemeinde Loigné-sur-Mayenne gehörte zum Arrondissement Château-Gontier und zum Kanton Château-Gontier-sur-Mayenne-1.

## Geographie
Loigné-sur-Mayenne liegt etwa 27 Kilometer südsüdöstlich von Laval. Der Fluss Mayenne begrenzt die Gemarkung im Osten. Umgeben wurde die Gemeinde Loigné-sur-Mayenne von den Nachbargemeinden Houssay und Saint-Sulpice im Norden, Fromentières im Osten, Château-Gontier-sur-Mayenne im Südosten und Süden, Marigné-Peuton im Westen und Südwesten, Peuton im Westen sowie Quelaines-Saint-Gault im Nordwesten.

## Bevölkerungsentwicklung
| Jahr                       | 1962 | 1968 | 1975 | 1982 | 1990 | 1999 | 2006 | 2013 |
| -------------------------- | ---- | ---- | ---- | ---- | ---- | ---- | ---- | ---- |
| Einwohner                  | 646  | 576  | 569  | 580  | 642  | 704  | 839  | 888  |
| Quellen: Cassini und INSEE |      |      |      |      |      |      |      |      |

## Sehenswürdigkeiten
- Dolmen La Cadurie
- Kirche Saint-Aubin aus dem 15. Jahrhundert, Monument historique
- Schloss Les Poiriers
- Herrenhaus und Kapelle von Viaulnay aus dem 15./16. Jahrhundert

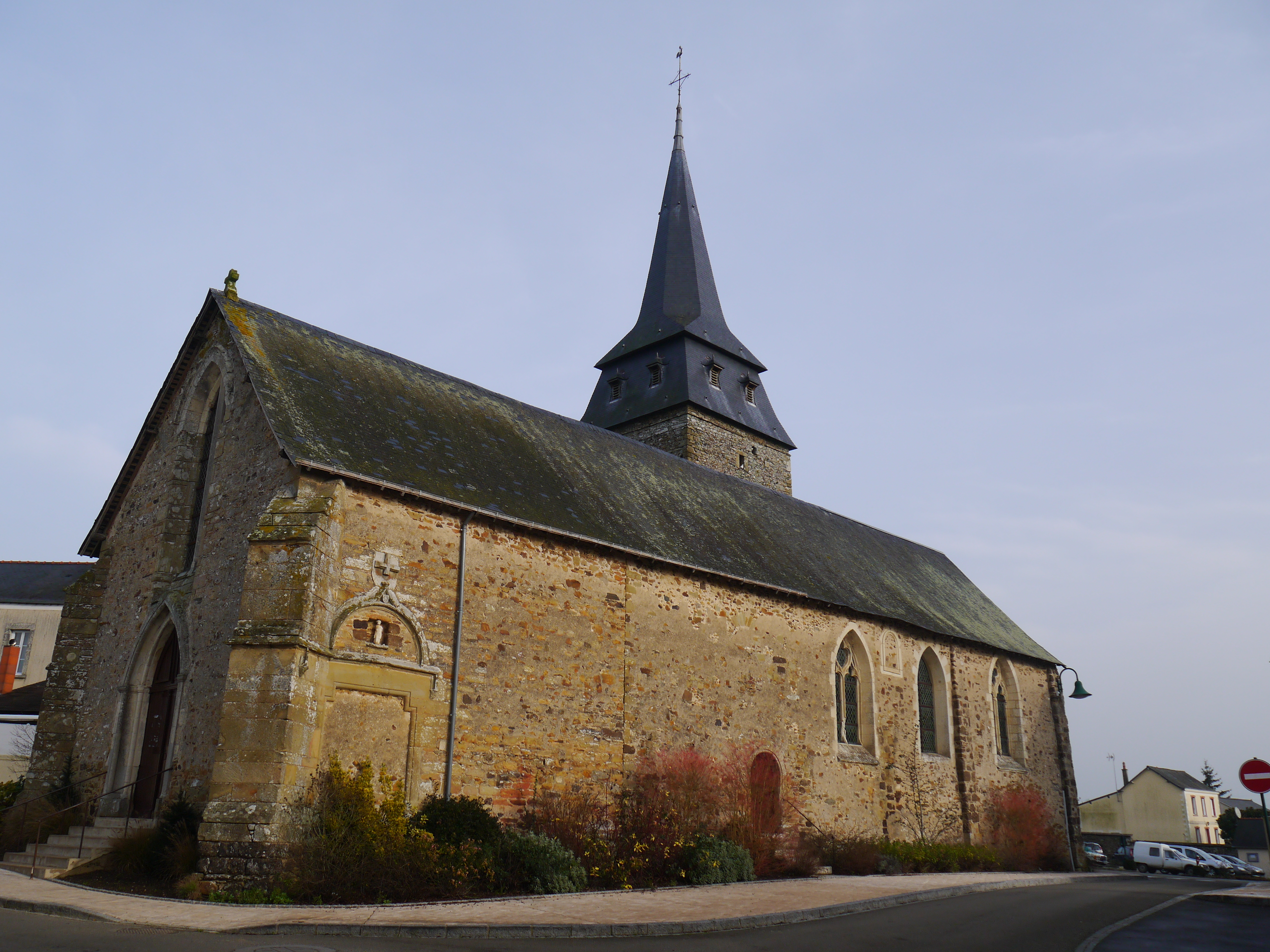
Kirche Saint-Aubin